# Ennucula corbuloides
Ennucula corbuloides is een tweekleppigensoort uit de familie van de Nuculidae. De wetenschappelijke naam van de soort is voor het eerst geldig gepubliceerd in 1877 door Seguenza.